# Weipa
Weipa är en ort i Australien. Den ligger i kommunen Weipa Town och delstaten Queensland, omkring 2 000 kilometer nordväst om delstatshuvudstaden Brisbane. Antalet invånare är 2 830.
Trakten runt Weipa är nära nog obefolkad, med mindre än två invånare per kvadratkilometer.. Det finns inga andra samhällen i närheten. 
I omgivningarna runt Weipa växer huvudsakligen savannskog. Savannklimat råder i trakten. Genomsnittlig årsnederbörd är 2 106 millimeter. Den regnigaste månaden är januari, med i genomsnitt 658 mm nederbörd, och den torraste är september, med 1 mm nederbörd.